# 2002 GH166
2002 GH166 est un objet transneptunien du groupe des plutinos.

## Caractéristiques
2002 GH166 mesure environ 160 km de diamètre.